# Creatonotos
Creatonotos is een geslacht van vlinders uit de familie van de spinneruilen (Erebidae) en de onderfamilie Arctiinae.

## Soorten
- C. affinis Rothschild, 1935
- C. albidior Wiltshire
- C. arabica Hampson, 1896
- C. atrivena (Hampson, 1907)
- C. brunnipennis Bartel, 1903
- C. burgeoni Talbot, 1928
- C. camula Boisduval
- C. dulla Pagenstecher, 1886
- C. fasciatus Candèze, 1927
- C. flavidus Bartel, 1903
- C. fulvomarginalis Wichgraf, 1921
- C. gangis (Linnaeus, 1763)
- C. gracilis Stauder, 1899
- C. leucanioides Holland, 1893
- C. marginalis Walker, 1855
- C. neurophaea Hampson, 1911

- C. omanirana de Freina, 2007
- C. pallidior Guen.
- C. perineti Rothschild, 1933
- C. philippinensis Nakamura, 1976
- C. punctivitta (Walker, 1855)
- C. sudanicus Rothschild, 1933
- C. transiens Walker, 1855
- C. wilemani Rothschild, 1933